# Єльчанінов Андрій Володимирович
Андрі́й Володи́мирович Єльчані́нов  — солдат Збройних сил України, учасник російсько-української війни.
Навідник аеромобільного десантного взводу, 95-та окрема аеромобільна бригада. 16 лютого 2015-го у складі штурмової бригади Єльчанінов здійснював прорив та брав під контроль напрямок відходу українських військових формувань. Андрій особисто сів за кермо БТРа та вивозив поранених бійців дорогою, яку контролювали проросійські сили. Відтак повернувся до бригади й далі виконував бойове завдання.

## Нагороди
За особисту мужність і героїзм, виявлені у захисті державного суверенітету та територіальної цілісності України, вірність військовій присязі під час російсько-української війни
- нагороджений орденом «За мужність» III ступеня (26.2.2015).